# Trygve Knudsen
Pour les articles homonymes, voir Knudsen.
Trygve Kristofer Knudsen (23 juin 1897 – 18 janvier 1968) est un philologue, linguiste et lexicographe norvégien .

## Vie personnelle
Trygve Kristofer Knudsen est né à Tønsberg de l'avocat Knud Peder Knudsen (1863–1937) et d'Henriette von Lachmann Mørck (1867–1923). Il épouse Grethe Tønnessen en 1925.

## Carrière
Knudsen a terminé ses études secondaires à Tønsberg 1916, et s'inscrit en philologie à l'Université de Kristiania (Oslo). Il obtient un Candidatus philologiæ en 1923, et sa thèse a été publiée dans un livre, intitulé P. A. Munch og samtidens norske målstræv (« Peter Andreas Munch et le gardien norvégien contemporain »). Entre 1925 et 1930, il travaille comme « research fellow » à l'université et plus tard en tant qu'enseignant à Aker] et à Oslo. À partir de 1935, il travaille en tant qu'enseignant à l'école de la Cathédrale d'Oslo, jusqu'en 1946 où il devient conférencier (ou professeur associé) à l'université. Enfin, il est nommé professeur à l'Université d'Oslo en 1954, poste qu'il conserve jusqu'à sa retraite en 1967.
Knudsen a été co-rédacteur du dictionnaire Norsk Riksmålsordbok à partir de 1925, en collaboration avec Alf Sommerfelt (en), qui a commencé les travaux en 1922,. Les premières parties du dictionnaire ont été publiées en 1930, et le dictionnaire a été achevé en 1957. Après la publication du dictionnaire, les éditeurs ont commencé à travailler sur un volume supplémentaire. Cependant, comme Sommerfelt est mort en 1965 et que Knudsen est mort en 1968, leur travail a été terminé par Harald Noreng (en), qui était aussi co-rédacteur en chef du quatrième volume du dictionnaire. Les deux volumes supplémentaires de Norsk Riksmålsordbok (étiquetés V et VI) ont été publiés en 1995,,.
Knudsen a été co-rédacteur en chef du magazine Maal og Minne à partir de 1951. Il a écrit le livre Gammelnorsk Homiliebok en 1952. Il fut aussi président du Conseil de la langue norvégienne (Norsk Språknemnd) de 1956 à 1957. Il a écrit des articles sur les dialectes citadins en général, et plus spécifiquement sur les dialectes d'Oslo et de Tønsberg. Il est intervenu à la radio, notamment sur les questions liées à la langue norvégienne, et il a tenu des conférences comme invité à l'université de Bergen, Lund, Uppsala et de Göteborg. Il fut enfin un critique littéraire.
Knudsen a reçu un diplôme honorifique de l'Université de Stockholm en 1960.